# マルゼン (厨房機器)
株式会社マルゼン（英: MARUZEN CO., LTD.）は、東京都台東区に本社をおく業務用厨房機器の総合メーカーである。

## 事業
- 熱機器（ガスコンロ・オーブンなど調理機器）
- 作業機器（シンク・作業台などの調理用作業機器）
- 殺菌洗浄機器（食器洗浄機・保管庫などの殺菌洗浄機器）

を専門に手がけている。
製造子会社としてマルゼン工業株式会社があり、埼玉県春日部市、青森県十和田市、福岡県八女郡広川町に工場がある。なお、同社は2019年2月28日まで「マル厨工業株式会社」という社名だったが、これは同社が設立された1986年当時、マルゼン本社があった荒川区内にマルゼン工業という無関係な会社があったためである。

## 沿革
- 1961年3月 - 渡辺商事株式会社設立。
- 1964年7月 - 本社を東京都荒川区荒川に移転。
- 1965年4月 - 商号をマルゼン燃器製造株式会社に変更。
- 1967年4月 - 本社を東京都荒川区西日暮里1-49-11に移転。
- 1976年9月 - 商号を株式会社マルゼンに変更。
- 1999年2月 - 東京証券取引所2部上場。
- 2003年4月 - 株式会社フジサワ・マルゼンを設立。経営難に陥った製パン製菓機械製造会社の株式会社フジサワから営業譲渡を受ける。
- 2019年11月 - 同年8月に破産した同業のオザキ株式会社（東京都墨田区）の事業を譲り受ける。

## テレビcm
2000年4月から2002年3月まで朝だ!生です旅サラダ(朝日放送)で放送されたが現在は降板